# Magdalena Żołędź
Magdalena Żołędź, (ur. 1989 w Opolu) –  artystka wizualna, teoretyczka sztuki, fotografka.

## Życiorys
Ukończyła kulturoznawstwo na Uniwersytecie Wrocławskim oraz fotografię na Uniwersytecie Artystycznym w Poznaniu (2015). Doktorantka na Wydziale Sztuki Mediów na Uniwersytecie Artystycznym w Poznaniu (od 2017). Prowadzone przez nią badania dotyczą postfotografii.
Współzałożycielka POSTFOTOGRAFIA.PL - projektu badawczego poświęconego najnowszym tendencjom w polskiej fotografii współczesnej. Inicjatywa ma na celu promowanie artystek i artystów zajmujących się fotografią współczesną, archiwizację materiałów, które reprezentują najnowsze technologie obrazowania, a także stworzenie przestrzeni do wymiany refleksji związanych z definiowaniem postfotografii.
Artystka eksperymentuje z ideą ewolucji obrazów cyfrowych, często odwołując się do posthumanizmu. Jest autorką fotografii, wideo, obiektów, tekstów i książek.
Między 2018 a 2019 w ramach wymiany prowadziła badania doktorskie na Slade School of Fine Art, University College London. Wraz z Martą Grabowską założyła ONE Project London, w ramach którego organizuje wystawy tylko z jednym dziełem sztuki. Działalność ONE Project London wpisuje się w Slow Art Movement.
Członkini Stowarzyszenia Artystycznego 280a z siedzibą w Wiedniu, zrzeszającego artystów i kuratorów z całego świata, których praktyka koncentruje się na postfotografii oraz sztuce współczesnej.
Artystka mieszka i pracuje w Londynie.

## Wystawy indywidualne
- …When the Internet Was Slow, Degree Slade Show 2019, Slade School of Fine Arts, Londyn 2018
- You Are Only an Image to Me, San Mei Gallery, Londyn 2018
- Desygnatem słowa „pies” jest przedmiot, o którym można zgodnie z prawdą powiedzieć, że jest psem 2.0, 01 Gallery, www.01gallery.pl, 2018
- Czy obrazy śnią o patrzeniu?, Galeria Ruska 46, w ramach TIFF Festival, Wrocław 2017
- <400%, Poznańska Galeria Nowa, Poznań 2015
- 01, Aneks Galerii Sztuki Współczesnej w Opolu, Opole 2015
- 01, Galeria Mała Czarna, Łódź 2014
- 01, Galeria U, Wrocław 2013

## Wybrane wystawy grupowe
- Isolation Point, KONTEKSTY - FESTIWAL SZTUKI EFEMERYCZNEJ, Sokołowsko 2020.
- Digital Melancholia, Paper Factory, Poznań, 2020.
- No Room Collection, Poznan Art Week, 2020.
- Church of Ego, U10 Artspace, Belgrad, Serbia, 2019.
- Catching Flies, Studio 3 Gallery, School of Arts at the University of Kent in Canterbury, Kent, UK, 2019.
- VACANT DREAM STATE, EIKON Showroom MQ Vienna, WIENA FOTO, Wiedeń, Austria, 2019
- Sharing Borders, the Slade Research Center, the Slade School of Fine Art, Londyn, UK 2019
- Color & Poetry, the Slade Research Center, the Slade School of Fine Art, Londyn, UK 2019
- Visions of Protest, the Slade Research Center, the Slade School of Fine Art, Londyn, UK 2019
- Blue \x80, Villette Makerz, Paryż, Fracja 2018
- Fu:bar 2018, Akc Medika, Pierottijeva 11, Zagrzeb, Chorwacja 2018
- Hauptsache gemeinsam, MEMPHISMEMPHIS, Linz, Austria 2018
- The Infernal Machine, beton7, Athens Photo Festival, Grecja 2018
- Vario, UNSEEN CO-OP, Amsterdam, Holandia 2018
- To the Point, Galeria Kobro, Fotofestiwal w Łodzi, Polska 2018
- À la Flamande 3 – Pejzaż, wystawa połączona z aukcją sztuki, Galeria Propaganda, Warszawa, Polska 2018
- The Observatory, University of Exeter, Exeter, UK 2017
- In For a Penny: Unit10 Exhibition, Unit10, Bristol, UK 2017
- Legenda miejska - DEkonstrukcja, Galeria Sztuki Współczesnej w Opolu, Opole 2017
- Rzekoma śmierć fotografii, Różnia, Warszawa, 2016 (z Karolem Komorowskim i Justyną Dryl)
- Der Sogenannte Tod Der Fotografie, Zwitschermaschine, Berlin, Germany, 2016
- (z Karolem Komorowskim i Justyną Dryl), 2016
- Interconnections 02, Zurich University of the Arts, Zürich, Szwajcaria 2014
- FLOWED PICTURE, kurator: Konrad Kuzyszyn, 13. Międzynarodowy Festiwal Fotografii w Łodzi, Galeria FF, Łódź, 2014
- TO COŚ, 12. Międzynarodowy Festiwal Fotografii w Łodzi, Galeria FF, Łódź 2013
- Proces, Galeria „Miejsce Sztuki” Collegium Polonicum, Festiwal Nowej Sztuki LABIRYNT, Słubice, 2013

## Konkursy i nagrody
- 2018 – UNSEEN 2018 ART TRAIL, POWERED BY TESLA, za grupowy (280 Artist Collective) projekt Vario. Dwie prace z wystawy znalazły się w kolekcji ING DIBA.
- 2017 – Holy-Art TIFFOpen+, otwarta sekcja festiwalu TIFF Festiwal, wystawa indywidualna
- 2015 – NOWE OPOLE (obecnie konkurs Aneks), konkurs realizowany przez Galerię Sztuki Współczesnej w Opolu, wystawa indywidualna

## Publikacje
- Vacant Dream State, nakład: 300 egzemplarzy, kwiecień 2019
- Peeling Exercises, Sentimental Defence, nakład: 150 egzemplarzy, ISBN 978-3-9504631-0-1, 2017
- Elżbieta Kapluk, Anna Żołędź, Magdalena Żołędź, Grupa DĄB. Listy między Janem B., Krzysztofem Buckim i Henrykiem Rachwalskim, Galeria Sztuki Współczesnej w Opolu, 2017
- Karol Komorowski i Magdalena Żołędź, Rzekoma Śmierć Fotografii, czyli Traktat o Nieumarłych Obrazach, publikowany w rozdziałach na łamach magazynu MAGENTA MAG, od 2016
- Magdalena Żołędź, 01, 2015